# Beusa Baroh
Beusa Baroh is een bestuurslaag in het regentschap Aceh Timur van de provincie Atjeh, Indonesië. Beusa Baroh telt 587 inwoners (volkstelling 2010).